# Arquebisbat d'Eusa
L'arquebisbat d'Eauze (francès: Archidiocèse d'Eauze, llatí: Archidioecesis Elusensis ) és una seu metropolitana suprimida de l'Església Catòlica a França, que existí entre el 300 i el 879.

## Territori
L'arxidiòcesi es trobava a la regió d'Aquitània
La seu episcopal és la ciutat de Eauze, on es troba la catedral de  St. Luperculus. La catedral original va ser destruïda i no s'ha pogut localitzar encara. La catedral actual, construïda vers el 500, esdevingué cocatedral de l'arquebisbat d'Auch el 1864.

## Història
Eusa correspon a l'antiga Elusa, capital de la província romana de Novempopulània. La seu episcopal d'Elusa probablement es remunta al segle iii. El primer bisbe documentat és Mamertí, present al concili d'Arle del 314. La tradició atribueix la fundació de la seu a sant Patern, que va ser consagrat bisbe per sant Sadurní, evangelitzador de la regió que avui correspon al departament de Gers; també es recordat per sant Luperc, màrtir i patró de la ciutat, però mai no va ser bisbe; una altra presència incerta és la de sant Taurí, segons alguns mort màrtir el 5 de setembre de 313.
La ubicació de l'antiga catedral també és incerta, de la qual avui no hi ha cap resta. L'actual catedral, construïda entre finals del segle XV i principis del xvi i dedicada a Sant Lupercol, va ser declarada cocatedral de l'arxidiòcesi de Aush en 1864.
La província eclesiàstica d'Eusa incloïa totes les civitates de Novempopulana. Al Concili d'Agde el 506, tots els deu bisbes de les diòcesis sufraganes d'Aush, Dacs, Lectoure, Comenge, Couserans, Lescar, Aire, Bazas, Tarba i Auloron hi van estar presents.
En 551 el bisbe Aspasi va convocar a Eusa un sínode metropolità al que, a més de l'arquebisbe metropolità, van signar vuit bisbes sufraganis.
El final de l'arxidiòcesi és incert. Els historiadors es divideixen: per a uns la ciutat va ser greument danyada pel sarraïns provinents d'Espanya en els anys 721-722; per a uns altres, la ciutat va ser abandonada després de les incursions normandes de mitjans del segle ix. Per descomptat, des del segle viii no s'ha fet esment als arquebisbes d'Eusa. La seu suprimida es va unir a la d' Auch, i el bisbe Airard va rebre el títol d'arquebisbe el 879.

## Cronologia dels arquebisbes
Un document de l'Església d' Auch, que data de l'any 1108, menciona només cinc arquebisbes d'Eusa (Patern, Servand, Optat, Pompidià i Taurí); l'últim arquebisbe, Taurí, hauria traslladat la seva seu a Auch per la destrucció d'Eusa pels vàndals. Cap d'aquests arquebisbes està testificat per documents històrics, mentre que altres deu historiadors ho han conegut.
- Sant Patern ? †
- Sant Servand ? †
- Sant Optat ? †
- Sant Pompidi ? †
- Taurí ? †
- Mamertí † (citat el 314)
- Claro † (citat el 506)
- Leonzio † (citat el 511)
- Sant Aspasi † (abans del 533 - després del 551)
- Labano † (abans del 573 - vers 585 mort)
- Desiderio † (vers 585 - ?)
- Leodomundo † (citat el 614)
- Palladio † (citat el 626)
- Senoco (o Sidoco) † (citat el 627)
- Scupilio † (citat el 673/675)